# Spoorlijn Rastatt - Freudenstadt
De Spoorlijn Rastatt - Freudenstadt ook wel Murgtalbahn genoemd is een Duitse spoorlijn als lijn 4240 onder beheer van DB Netze tussen Rastatt en Freudenstadt.

## Geschiedenis

### Bouw door Murgthal-Eisenbahn-Gesellschaft
Het traject werd op 19 augustus 1868 begonnen en het eerste traject Rastatt - Gernsbach werd door de Murgthal-Eisenbahn-Gesellschaft op 31 mei 1869 geopend.

### Bouw door Königlich Württembergische Staats-Eisenbahnen
Wegens moeilijke geografische omstandigheden werd in 1879 het station van Gäubahn uit Stuttgart in het zuiden van Freudenstadt gebouwd. Door de grote helling van 50‰ werd op het trajectdeel tussen Baiersbronn en Freudenstadt Stadt een tandstaaf geplaatst. Het traject Freudenstadt - Klosterreichenbach werd door de Königlich Württembergische Staats-Eisenbahnen op 20 november 1901 geopend.

### Bouw door Großherzoglichen Badischen Staatsbahnen
Op 1 juli 1904 werd het traject, bezittingen en de bedrijfsvoering van de Murgthal-Eisenbahn-Gesellschaft door de Großherzoglichen Badischen Staatsbahnen overgenomen.
- Het traject Weisenbach - Forbach werd door de Großherzoglichen Badischen Staatsbahnen op 14 juli 1910 geopend.
- Het traject Forbach - Raumünzach werd door de Großherzoglichen Badischen Staatsbahnen op 4 mei 1915 geopend.

### Bouw door Deutsche Reichsbahn
Het traject Raumünzach - Klosterreichenbach werd door de Deutsche Reichsbahn op 13 juli 1928 geopend.
Met de politieke steun van de districten Rastatt en Freudenstadt kon het Albtal-Verkehrs-Gesellschaft (AVG) het traject vanaf 2000 voor een lange periode van de Deutsche Bahn worden gepacht.

## Treindiensten

### Deutsche Bahn
De Deutsche Bahn verzorgt het personenvervoer op dit traject met RE- / RB-treinen.

### S-Bahn
De S-Bahn, meestal de afkorting voor Stadtschnellbahn, soms ook voor Schnellbahn, is een in Duitsland ontstaan (elektrisch) treinconcept, welke het midden houdt tussen de Regionalbahn en de Stadtbahn. De S-Bahn maakt meestal gebruik van de normale spoorwegen om grote steden te verbinden met andere grote steden of forensengemeenten. De treinen rijden volgens een vaste dienstregeling met een redelijk hoge frequentie.

#### S-Bahn van Stuttgart
De S-Bahn van Stuttgart rijdt het traject tussen Stuttgart en Horb. Van deze treindienst wordt sinds 2006 iedere twee uur in Eutingen im Gäu een deel gesplitst/gecombineerd met Freudenstadt als bestemming.

### Albtal-Verkehrs-Gesellschaft
In de periode tussen 2002 en 2004 werd het traject omgebouwd voor gebruik door de Albtal-Verkehrs-Gesellschaft (AVG). Het traject is sindsdien onderdeel van de Stadtbahn van Karlsruhe. De AVG rijdt er met trams, doorgaans een uurdienst met de lijnnummers S8/S81.

## Aansluitingen
In de volgende plaatsen was of is er een aansluiting van de volgende spoorwegmaatschappijen:

### Rastatt
- Rheintalbahn, spoorlijn tussen Mannheim Hbf en Basel Bad.bf
- Rheinbahn, spoorlijn tussen Mannheim en Roeschwoog (Frankrijk)
- HSL Karlsruhe - Bazel, spoorlijn tussen Karlsruhe en Bazel
- Albtal-Verkehrs-Gesellschaft, diverse trajecten rond Karlsruhe

### Freudenstadt
- Gäubahn, spoorlijn tussen Eutingen im Gäu en Freudenstadt
- Kinzigtalbahn, spoorlijn tussen Hausach en Freudenstadt
- Albtal-Verkehrs-Gesellschaft, diverse trajecten rond Karlsruhe

## Tandstaaf
Er was tussen Baiersbronn en Freudenstadt Stadt tot 1926 een tandstaaf aanwezig.
Voor dit trajectdeel werd een tandstaaf van het systeem Riggenbach-Klose gebruikt.

## Elektrische tractie
Het traject werd tussen 2002 en 2004 geëlektrificeerd met een spanning van 15.000 volt 16⅔ Hz wisselstroom.